# Liste der größten Wasserkraftwerke der Erde
Die Liste der größten Wasserkraftwerke der Erde zeigt die leistungsstärksten Wasserkraftwerke der Erde ab 1.500 MW:
| Talsperre                              | Nennleistung in MW | Fertigstellung                             | Staat                        | Fluss                            |
| -------------------------------------- | ------------------ | ------------------------------------------ | ---------------------------- | -------------------------------- |
| Wasserkraftwerk Medog                  | 60.000?            | im Bau                                     | Volksrepublik China          | Yarlung Tsangpo                  |
| Grand Inga                             | 40.000?            | in Planung                                 | Demokratische Republik Kongo | Kongo                            |
| Drei Schluchten                        | 22.500             | 2008/2012                                  | Volksrepublik China          | Jangtsekiang                     |
| Baihetan                               | 16.000             | 2022                                       | Volksrepublik China          | Jangtsekiang                     |
| Itaipú                                 | 14.000             | 1983                                       | Brasilien, Paraguay          | Río Paraná                       |
| Xiluodu                                | 13.860             | 2013                                       | Volksrepublik China          | Jangtsekiang                     |
| Turuchansk                             | 12.000 (20.000?)   | in Planung                                 | Russland                     | Untere Tunguska                  |
| Belo Monte                             | 11.233             | 2019                                       | Brasilien                    | Xingu                            |
| Guri (Simón Bolívar)                   | 10.235             | 1986                                       | Venezuela                    | Río Caroní                       |
| Wudongde                               | 8.700              | 2021                                       | Volksrepublik China          | Jangtsekiang                     |
| Tucuruí                                | 8.370              | 1984                                       | Brasilien                    | Rio Tocantins                    |
| Tasang                                 | 7.110              | Bau 2016 gestoppt                          | Myanmar                      | Saluen                           |
| Grand Coulee                           | 6.809              | 1942                                       | Vereinigte Staaten           | Columbia River                   |
| Xiangjiaba                             | 6.448              | 2014                                       | Volksrepublik China          | Jangtsekiang                     |
| Longtan                                | 6.426              | 2009                                       | Volksrepublik China          | Hongshui He                      |
| Sajano-Schuschensker Stausee           | 6.400              | 1985                                       | Russland                     | Jenissei                         |
| Krasnojarsk                            | 6.000              | 1972                                       | Russland                     | Jenissei                         |
| Nuozhadu                               | 5.850              | 2014                                       | Volksrepublik China          | Mekong                           |
| Robert-Bourassa                        | 5.616              | 1978                                       | Kanada                       | La Grande Rivière                |
| Churchill Falls                        | 5.428              | 1971                                       | Kanada                       | Churchill River                  |
| Grand Ethiopian Renaissance            | 5.150              | geplant 2022 [veraltet][veraltet] (im Bau) | Äthiopien                    | Blauer Nil                       |
| Jinping II                             | 4.800              | 2014                                       | Volksrepublik China          | Yalong Jiang                     |
| Niagarafälle                           | 4.522              | 1954, 1961                                 | Kanada, Vereinigte Staaten   | Niagara River                    |
| Bratsk                                 | 4.515              | 1967                                       | Russland                     | Angara                           |
| Diamer-Bhasha                          | 4.500              | geplant 2023 [veraltet] (im Bau)           | Pakistan                     | Indus                            |
| Paolo Afonso                           | 4.279              | 1955                                       | Brasilien                    | São Francisco                    |
| Xiaowan                                | 4.200              | 2010                                       | Volksrepublik China          | Mekong                           |
| Laxiwa                                 | 4.200              | 2009                                       | Volksrepublik China          | Huang He (Gelber Fluss)          |
| Corpus-Christi                         | 4.050              | in Planung                                 | Argentinien, Paraguay        | Paraná                           |
| Ust-Ilimsk                             | 3.840              | 1980                                       | Russland                     | Angara                           |
| Jirau                                  | 3.750              | 2013                                       | Brasilien                    | Rio Madeira                      |
| Myitsone                               | 3.600              | Bau 2011 gestoppt                          | Myanmar                      | Irrawaddy                        |
| Rogun                                  | 3.600              | geplant 2029 (im Bau)                      | Tadschikistan                | Wachsch                          |
| Jinping I                              | 3.600              | 2014                                       | Volksrepublik China          | Yalong Jiang                     |
| Chisapani                              | 3.600              | in Planung                                 | Nepal                        | Karali                           |
| Santo Antonio                          | 3.580              | 2012                                       | Brasilien                    | Rio Madeira                      |
| Tarbela                                | 3.478              | 1976                                       | Pakistan                     | Indus                            |
| Ilha Solteira                          | 3.444              | 1973                                       | Brasilien                    | Paraná                           |
| Ertan                                  | 3.300              | 1999                                       | Volksrepublik China          | Yalong Jiang                     |
| Pubugou                                | 3.300              | 2010                                       | Volksrepublik China          | Dadu He                          |
| Pati                                   | 3.300              | in Planung                                 | Argentinien                  | Paraná                           |
| Brumley Gap 2                          | 3.200              | in Planung                                 | Vereinigte Staaten           | (Pumpspeicherwerk)               |
| Xingó                                  | 3.162              | 1994                                       | Brasilien                    | São Francisco                    |
| Macagua (Antonio José de Sucre)        | 3.167              | 1961, 1996                                 | Venezuela                    | Caroní                           |
| Yacyretá-Apipé                         | 3.100              | 1994, 2011                                 | Argentinien, Paraguay        | Paraná                           |
| Nurek                                  | 3.015              | 1979                                       | Tadschikistan                | Wachsch                          |
| Bath County                            | 3.003              | 1985                                       | Vereinigte Staaten           | Back Creek und Little Back Creek |
| Chapetón 1                             | 3.000              | in Planung                                 | Argentinien                  | Paraná                           |
| Goupitan                               | 3.000              | 2009                                       | Volksrepublik China          | Wu Jiang                         |
| Guanyinyan                             | 3.000              | 2014                                       | Volksrepublik China          | Jinsha Jiang                     |
| Bogutschany                            | 2.997              | 2012                                       | Russland                     | Angara                           |
| Kannagawa (Minamiaiki)                 | 2.820              | 2004                                       | Japan                        | (Pumpspeicherwerk)               |
| Mica                                   | 2.805              | 1973, 2015                                 | Kanada                       | Columbia River                   |
| La Grande-4                            | 2.779              | 1984–86                                    | Kanada                       | La Grande Rivière                |
| W. A. C. Bennett                       | 2.730              | 1968, 2012                                 | Kanada                       | Peace River                      |
| Gezhouba                               | 2.715              | 1988                                       | Volksrepublik China          | Jangtse                          |
| Wolgograd                              | 2.671              | 1958                                       | Russland                     | Wolga                            |
| Daniel Johnson                         | 2.656              | 1971, 1990                                 | Kanada                       | Manicouagan                      |
| Chief Joseph                           | 2.620              | 1958, 1979                                 | Vereinigte Staaten           | Columbia River                   |
| Dagangshan                             | 2.600              | 2015                                       | Volksrepublik China          | Dadu He                          |
| Changheba                              | 2.600              | 2016                                       | Volksrepublik China          | Dadu He                          |
| Garabi-Roncador 2                      | 2.600              | in Planung                                 | Argentinien, Brasilien       | Río Uruguay                      |
| Revelstoke                             | 2.480              | 1984, 2011                                 | Kanada                       | Columbia River                   |
| Schiguljowsk                           | 2.467              | 1955                                       | Russland                     | Wolga                            |
| Ituango                                | 2.456              | geplant 2021 (im Bau)                      | Kolumbien                    | Río Cauca                        |
| Manuel M. Torres                       | 2.430              | 1980, 2005                                 | Mexiko                       | Río Grijalva                     |
| La Grande-3                            | 2.418              | 1984                                       | Kanada                       | La Grande Rivière                |
| Huizhou                                | 2.400              | 2011                                       | Volksrepublik China          | (Pumpspeicherwerk)               |
| Tehri 1                                | 2.400              | 2006                                       | Indien                       | Bhagirathi                       |
| Atatürk                                | 2.400              | 1990                                       | Türkei                       | Euphrat                          |
| Guangdong (Guangzhou)                  | 2.400              | 1993                                       | Volksrepublik China          | (Pumpspeicherwerk)               |
| Bakun                                  | 2.400              | 2011                                       | Malaysia                     | Balui                            |
| Jinanqiao                              | 2.400              | 2010                                       | Volksrepublik China          | Jinsha Jiang                     |
| Sơn-La                                 | 2.400              | 2010                                       | Vietnam                      | Schwarzer Fluss                  |
| Guandi                                 | 2.400              | 2013                                       | Volksrepublik China          | Yalong Jiang                     |
| Liyuan                                 | 2.400              | 2014                                       | Volksrepublik China          | Jinsha Jiang                     |
| Tocoma (Manuel Piar) 1                 | 2.320              | 1997                                       | Venezuela                    | Caroní                           |
| Kambaratinsk 2                         | 2.300              | in Planung                                 | Kirgisistan                  | Naryn                            |
| Karun-3                                | 2.280              | 2005                                       | Iran                         | Karun                            |
| Pumpspeicherkraftwerk Dnister          | 2.268              | im Bau                                     | Ukraine                      | Dnister                          |
| Kraftwerk Eisernes Tor 1 (Djerdapsee)  | 2.255              | 1972, 2013                                 | Rumänien, Serbien            | Donau                            |
| John Day                               | 2.160              | 1968                                       | Vereinigte Staaten           | Columbia River                   |
| Caruachi                               | 2.160              | 2006                                       | Venezuela                    | Río Caroní                       |
| Ludila                                 | 2.160              | 2014                                       | Volksrepublik China          | Jinsha Jiang                     |
| Koysha                                 | 2.160              | im Bau                                     | Äthiopien                    | Omo                              |
| Julius Nyerere Staudamm                | 2.115              | geplant 2024 (im Bau)                      | Tansania                     | Rufiji                           |
| La Grande-2-A                          | 2.106              | 1982                                       | Kanada                       | La Grande Rivière                |
| Assuan                                 | 2.100              | 1970                                       | Ägypten                      | Nil                              |
| Itumbiara                              | 2.082              | 1980                                       | Brasilien                    | Rio Paranaíba                    |
| Hoover                                 | 2.080              | 1936, 1961                                 | Vereinigte Staaten           | Colorado                         |
| Cabora Bassa                           | 2.075              | 1975                                       | Mosambik                     | Sambesi                          |
| Laúca                                  | 2.069,5            | 2017                                       | Angola                       | Cuanza                           |
| Grande Dixence 1                       | 2.069              | 1965, 1998, 2008                           | Schweiz                      | diverse Gebirgsbäche; La Dixence |
| Bureja                                 | 2.010              | 2009                                       | Russland                     | Bureja                           |
| Lijiaxia                               | 2.000              | 2000                                       | Volksrepublik China          | Huang He                         |
| Shahid Abbaspur (Karun-1)              | 2.000              | 1976                                       | Iran                         | Karun                            |
| Masjid-e-Soleiman (Karun-2)            | 2.000              | 2001                                       | Iran                         | Karun                            |
| Ahai                                   | 2.000              | 2012                                       | Volksrepublik China          | Jinsha Jiang                     |
| Shuangjiangkou 1                       | 2.000              | geplant 2027 (im Bau)                      | Volksrepublik China          | Dadu He                          |
| Okutataragi                            | 1.932              | 1974                                       | Japan                        | Ichi                             |
| Hoa Binh                               | 1.920              | 1994                                       | Vietnam                      | Schwarzer Fluss                  |
| Koyna                                  | 1.920              | 1963                                       | Indien                       | Koyna                            |
| Beauharnois                            | 1.903              | 1932                                       | Kanada                       | Sankt-Lorenz-Strom               |
| Salto Grande                           | 1.890              | 1979                                       | Argentinien, Uruguay         | Río Uruguay                      |
| Ludington                              | 1.872              | 1973                                       | Vereinigte Staaten           | (Pumpspeicherwerk)               |
| Gilgel Gibe III                        | 1.870              | 2015                                       | Äthiopien                    | Omo                              |
| Tianhuangping                          | 1.836              | 2004                                       | Volksrepublik China          | Da Xi (Pumpspeicherwerk)         |
| Porto Primavera                        | 1.815              | 2003                                       | Brasilien                    | Paraná                           |
| Xiaolangdi                             | 1.800              | 2004                                       | Volksrepublik China          | Huang He                         |
| Karakaya                               | 1.800              | 1986                                       | Türkei                       | Euphrat                          |
| Grand-Maison                           | 1.800              | 1985                                       | Frankreich                   | Eau d’Olle                       |
| Longkaikou                             | 1.800              | 2013                                       | Volksrepublik China          | Jinsha Jiang                     |
| The Dalles                             | 1.780              | 1957                                       | Vereinigte Staaten           | Columbia River                   |
| Inga                                   | 1.775              | 1972, 1982                                 | Demokratische Republik Kongo | Kongo (Fluss)                    |
| Upía (Guaicaramo)                      | 1.750              | in Planung                                 | Kolumbien                    | Upia                             |
| Pengshui                               | 1.750              | 2008                                       | Volksrepublik China          | Wu Jiang                         |
| Jinghong                               | 1.750              | 2008                                       | Volksrepublik China          | Mekong                           |
| Dinorwig                               | 1.728              | 1984                                       | Vereinigtes Königreich       | (Pumpspeicherwerk)               |
| São Simão                              | 1.710              | 1978                                       | Brasilien                    | Rio Paranaíba                    |
| El Infiernillo                         | 1.705              | 1966                                       | Mexiko                       | Infiernillo                      |
| Itati-Itacora                          | 1.700              | in Planung                                 | Argentinien                  | Limay                            |
| Houziyan                               | 1.700              | 2015                                       | Volksrepublik China          | Dadu He                          |
| Foz do Areia                           | 1.674              | 1980                                       | Brasilien                    | Iguaçu                           |
| Guavio                                 | 1.600              | 1989                                       | Kolumbien                    | Guavio                           |
| Mingtan (Sun Moon Lake)                | 1.600              | 1990                                       | Taiwan                       | Shuili Xi (Pumpspeicherwerk)     |
| Shuibuya                               | 1.600              | 2008                                       | Volksrepublik China          | Qingjiang                        |
| Dnjeprostroj                           | 1.569              | 1932, 1980                                 | Ukraine                      | Dnepr                            |
| Castaic-Talsperre und Pumpspeicherwerk | 1.566              | 1973                                       | Vereinigte Staaten           | Castaic Creek                    |
| Jupiá                                  | 1.551              | 1974                                       | Brasilien                    | Paraná                           |
| Raccoon Mountain                       | 1.530              | 1993                                       | Vereinigte Staaten           | Tennessee River                  |
| Nathpa                                 | 1.530              | 2004                                       | Indien                       | Satluj                           |
| Manwan                                 | 1.500              | 1993                                       | Volksrepublik China          | Mekong                           |
| Gongbaixia                             | 1.500              | 2006                                       | Volksrepublik China          | Huang He                         |
| Beishan                                | 1.500              | 1986                                       | Volksrepublik China          | Song Hua Jiang                   |
| Itaparica                              | 1.500              | 1988                                       | Brasilien                    | Rio São Francisco                |
| Tumut 3                                | 1.500              | 1973                                       | Australien                   | Tumut River                      |
| Bachtiari                              | 1.500              | in Planung                                 | Iran                         | Bachtiari                        |
| Coca Codo Sinclair                     | 1.500              | 2016                                       | Ecuador                      | Río Quijos                       |